# Palacio Salvo

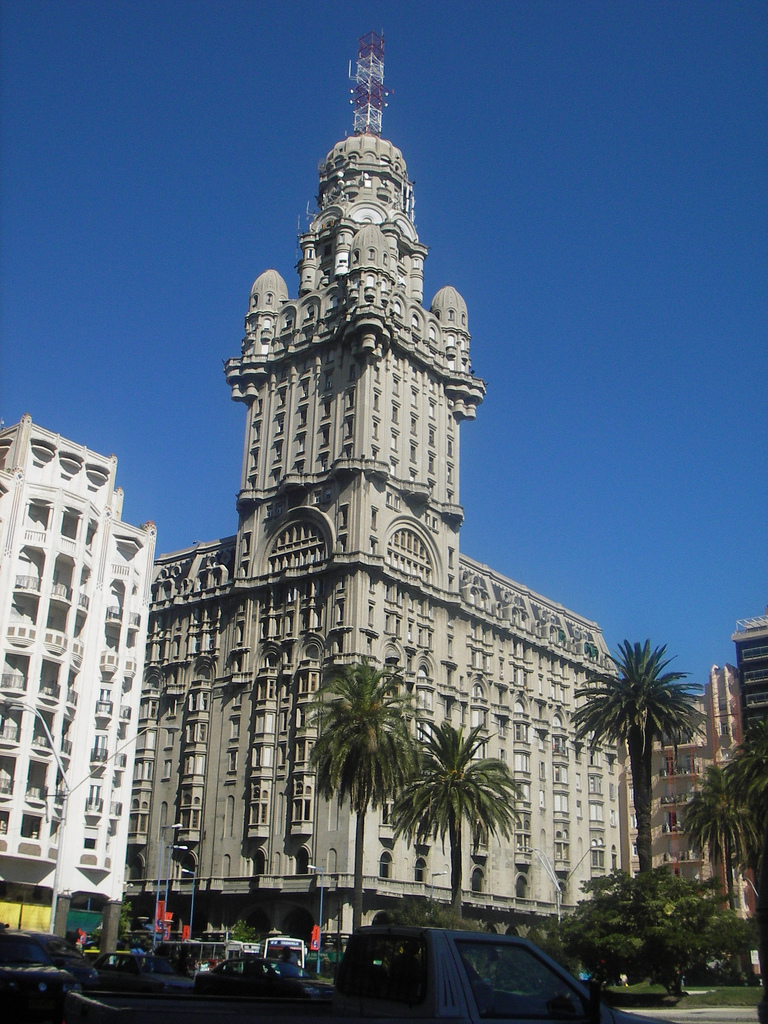
Palacio Salvo

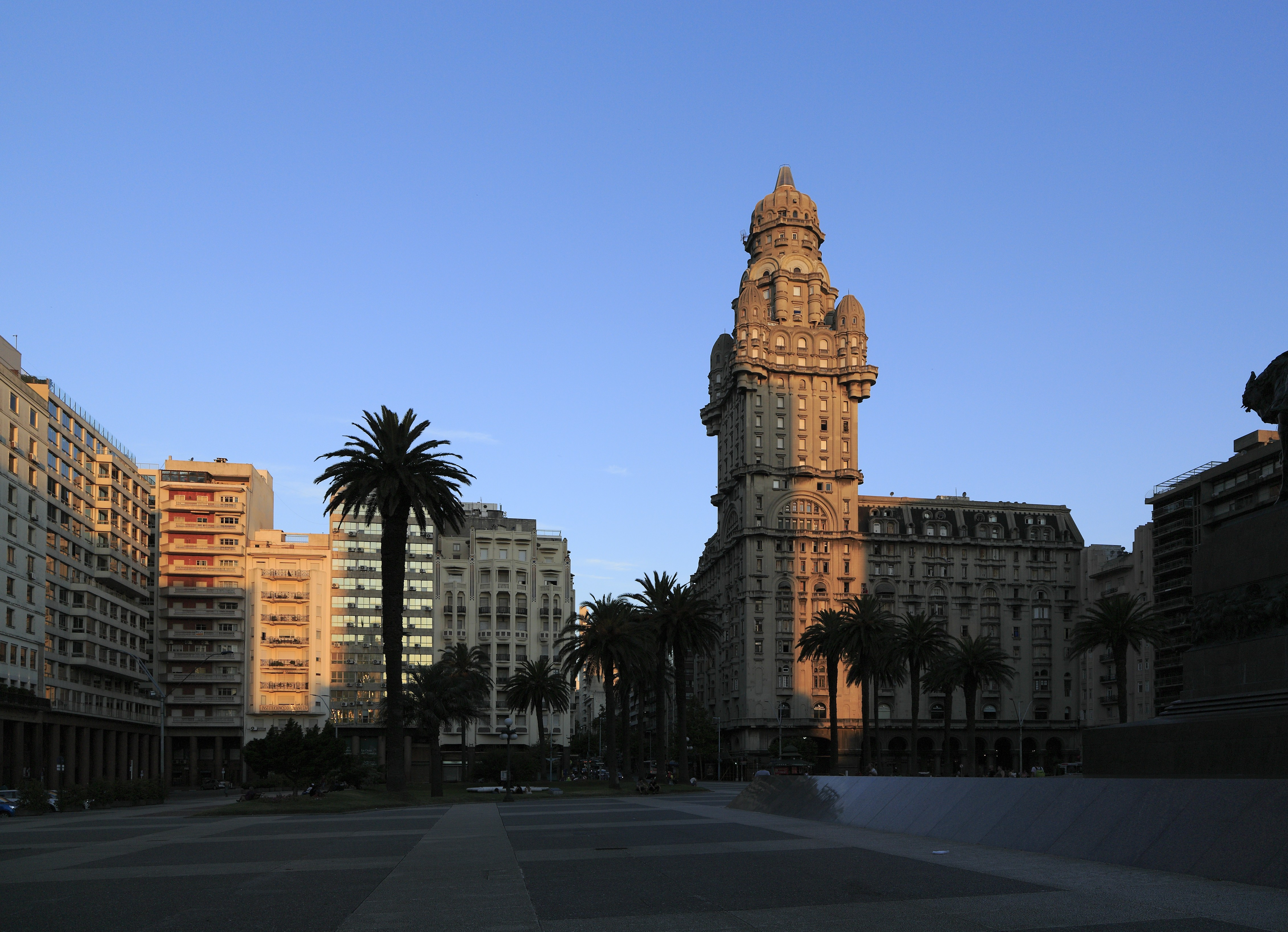
Palacio Salvo vom gegenüberliegenden Ende des Plaza Independencia aus gesehen

Der Palacio Salvo ist ein Gebäude in Montevideo, Uruguay und liegt an der Kreuzung der Straße der Avenida 18 de Julio und der Plaza Independencia. Es wurde von den Textilindustriellen italienischer Herkunft, dem Brüderpaar José und Lorenzo Salvo, in Auftrag gegeben und vom Architekten Mario Palanti 1922 entworfen. Der 12. Oktober 1928 war der offizielle Tag der Einweihung. Mit einer Höhe von 105 m war das markante Gebäude im Stil des Art déco bis 1935 das höchste Bauwerk in Südamerika.
Der Palacio Salvo wurde auf der Stelle erbaut, wo sich vorher die Bar und Confiteria La Giralda befand. Dort schrieb Gerardo Matos Rodríguez 1917 sein Stück La Cumparsita, welches als Hymne des Tangos gilt. Der vom selben Architekten geplante, aber etwas kleinere Palacio Barolo in Buenos Aires diente als Vorbild für das zu seiner Zeit viel kritisierte, prunkvolle Hochhaus. Heute gilt der Palacio Salvo als Wahrzeichen Montevideos und nostalgische Erinnerung an die Periode der Prosperität Uruguays im ersten Drittel des 20. Jahrhunderts.
1995 erfolgte die Erklärung des Palacio Salvo zum Bien de Interés Municipal. Im Folgejahr wurde er als Monumento Histórico Nacional klassifiziert.